# Gasulliella simplicula
Gasulliella simplicula is een slakkensoort uit de familie van de Trissexodontidae. De wetenschappelijke naam van de soort is voor het eerst geldig gepubliceerd in 1845 door Morelet.